# Brandons de Bagnères-de-Luchon
Le brandon (mot occitan, prononcer « brandou ») de Bagnères-de-Luchon fait l’objet d’une fête traditionnelle et populaire qui se déroule à Bagnères-de-Luchon et dans les communes de son canton, en Haute-Garonne (Midi-Pyrénées). Le brandon (nom donné à de gros troncs de bois) de la Saint-Jean (fête du feu) se déroule, comme son nom l’indique, le jour de la Saint-Jean, à l’occasion du solstice d’été, le 21 juin. Cette fête annuelle autour du feu est signe de transmission et de régénération.
La ville de Bagnères-de-Luchon s’est prononcée, par la prise d’une délibération en conseil municipal en date du 29 juin 2013, pour le dépôt d’un dossier de candidature en partenariat avec l’Espagne et la Principauté d’Andorre afin de faire entrer cette pratique au Patrimoine Culturel Immatériel de l’UNESCO,. Les brandons de Bagnères-de-Luchon finalement inscrits en décembre 2015 sur la Liste représentative du patrimoine culturel immatériel de l’humanité lors de la dixième session du Comité intergouvernemental se tenant à Windhoek en Namibie dans le cadre des pratiques des fêtes du feu du solstice d'été dans les Pyrénées.
La pratique fut au préalable inscrite à l’Inventaire du patrimoine culturel immatériel en France.

## Historique
L’origine exacte du premier brandon à Bagnères-de-Luchon est inconnue. Cependant, cette fête entre dans le cadre des pratiques rituelles liées au feu à l’occasion du solstice d’été. Or, ces célébrations remontent au temps des Celtes et du culte païen, bien avant la récupération chrétienne de la Saint-Jean. Les fêtes de la Saint-Jean étaient célébrées partout en France. À Paris, un grand bûcher place de Grève (aujourd’hui place de l’Hôtel de Ville) était allumé par le roi  de France en personne jusqu’à Louis XIV en 1648. Aujourd’hui la tradition perdure principalement en Alsace, en Bretagne, en Vendée et bien sûr dans les Pyrénées. 
Cette tradition locale existant depuis la nuit des temps n’a jamais été interrompue, ce qui favorise le patrimoine culturel de la prise de conscience de son importance par la population locale et touristique. 

## Le brandon de la Saint-Jean
Le brandon est formé à partir d’un sapin de 10 à 12 mètres de haut et 50 à 60 centimètres de circonférence, fourni par l’ Office National des Forêts dans le cadre d’un partenariat avec la municipalité. L’arbre écorcé est conduit sur le parvis d’un lieu symbolique de Bagnères-de-Luchon, les Thermes Chambert .
La préparation du brandon est un rituel ancestral très particulier qui attire la population en grand nombre, curieuse de redécouvrir ces savoir-faire. 
 Le brandon étant destiné à être brûlé, il faut qu’il soit suffisamment sec. Pour cela, le brandon est préparé de manière à accélérer le processus de séchage. Ainsi, le tronc est fendu sur une partie de sa longueur à l’aide de coins de fer. Les « lèvres » issues de cette coupe sont écartées et maintenue pas des cales de bois. Le tronc est ensuite ligaturé à l’aide de cercles de fer sur sa circonférence afin d’éviter l’éclatement. 
Le brandon est ensuite élevé et planté verticalement. 
À la fin juin, le brandon doit être brûlé dans le cadre des feux de la Saint-Jean. On garnit alors les fentes creusées précédemment avec des copeaux de bois et de la paille. Cela doit rendre le brandon particulièrement combustible. 
 Le brandon est ensuite allumé à des dates bien particulières : à l’occasion de la Saint-Jean et à l’occasion de la Saint-Pierre. 

Il peut arriver que le brandon soit allumé à une autre date, lors d’un évènement particulier, comme par exemple à l’occasion de la venue en septembre 1902 du roi des Belges Léopold II.
Une seule année n’a pas vu ses brandons allumés, il s’agit de 2013. Les importantes crues et les dégâts provoqués n’ont pas permis de réaliser les brandons. Toutefois les fêtes ont été maintenues et deux grands bûchers ont remplacé les troncs garnis.

## Une fête qui perdure
La transmission se fait de génération en génération, au sein des familles. La valorisation de ce patrimoine est importante. Tout le monde se retrouve autour du brandon et des rituels auxquels il est associé. Les différentes associations qui organisent cette fête y sont pour beaucoup également. Elles organisent de temps à autre des ateliers formatifs pour les plus jeunes.
De plus, la Mairie, avec ses Services Techniques et d’Animation, joue un rôle très important dans le soutien aux us et coutumes et dans la diffusion et la convocation annuelle de la fête. Les Eaux et Forêts collaborent aussi dans ce créneau de la transmission en sélectionnant le pied qui après le travail traditionnel deviendra le Brandon de la Saint-Jean. Ce travail méticuleux est réalisé tous les ans, publiquement, devant les Thermes, par les Services Techniques/Charpentiers de la Mairie. 
Ce savoir-faire traditionnel est transmis par la pratique, tous les ans, par les membres les plus âgés aux plus jeunes qui s’incorporent au fur et à mesure aux services.